# Ceratotherium
Ceratotherium – rodzaj ssaków z podrodziny nosorożców (Rhinocerotinae) w obrębie rodziny nosorożcowatych (Rhinocerotidae).

## Genetyka
Większość nosorożcowatych cechuje się diploidalną liczbą chromosomów 82, także nosorożec biały. Tylko nosorożec czarny ma 84. Jest to prawie największa liczba chromosomów wśród ssaków, jedynie pewne gatunki gryzoni mają ich więcej w genomie. Ponadto w kariotypie podgatunku południowego dostrzeżono translokację robertsonowską.

## Rozmieszczenie geograficzne
Rodzaj obejmuje jeden żyjący współcześnie gatunek występujący w Afryce Południowej.

## Budowa

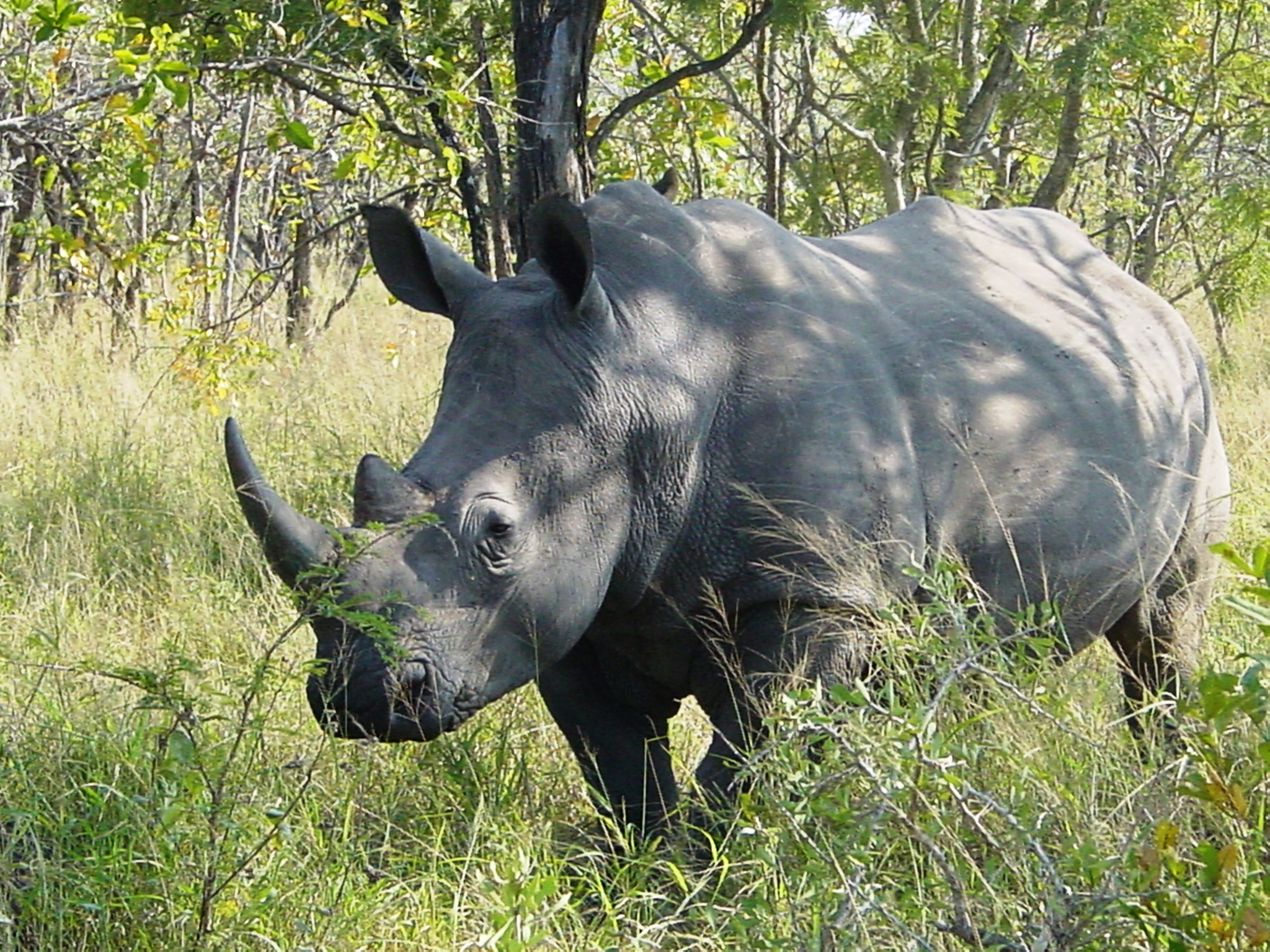
Nosorożec biały jest największym z współczesnych nosorożcowatych

Długość ciała (bez ogona) 340–420 cm, długość ogona 50–70 cm, wysokość w kłębie 150–180 cm; masa ciała 1350–3500 kg (średnio 2300 kg).
Nosorożcowate należą do największych współczesnych ssaków, mimo że nie dorastają rozmiarów swych wymarłych krewnych Indricotheriinae. Obecnie jedyny gatunek w rodzaju, nosorożec biały, to największy przedstawiciel rodziny. Jest zarazem czwartym największym lądowym ssakiem. Wyprzedzają go jedynie 3 gatunki słoni. Waży pomiędzy 1350 a 3500 kg. Kolejne, piąte, miejsce zajmuje nosorożec czarny. Waży między 800 a 1300 kg.
Dymorfizm płciowy u nosorożcowatych raczej nie występuje, samce i samice są zwykle podobnej wielkości bądź samce nieznacznie tylko przerastają płeć przeciwną.
Najbardziej zwracającą uwagę cechą dzisiejszych nosorożcowatych, od której zresztą bierze źródłosłów nazwa rodziny, jest obecność rogów. U afrykańskich przedstawicieli rodziny występują zwykle 2 rogi, większy nosowy i mniejszy czołowy. Nosorożec biały nosi róg nosowy mający od 94 do 102 cm i róg czołowy osiągający także do 55 cm, a więc róg nosowy jest mniejszy niż u nosorożca czarnego, którego róg nosowy może osiągać aż 130 cm długości, więcej zaś niż u taksonów azjatyckich. W przeciwieństwie do wielu innych rogatych zwierząt, jak wołowate, kameleony czy inne jaszczurki, rogi nosorożców nie posiadają kostnego rdzenia. W całości buduje je keratyna ze zmagazynowanym wapniem i melaniną. Podobną budowę mają paznokcie innych zwierząt. Czyni to rogi nosorożców podatnym na zużycie. Ścierają się one z czasem. Z drugiej strony cały czas rosną, nawet aż 7 cm na rok, jednakże wyjściowy efekt często sumuje się od zera. Ścieranie natomiast czyni rogi cieńszymi u czubka. Ponadto skład chemiczny rogu zależy od miejsca życia osobnika.
Funkcją rogów jest ochrona zwierzęcia. Rodzi to pytania o zasadność odcinania rogów zwierzętom celem ochrony ich przed kłusownikami. Istnieje bowiem obawa, że pozbawienie matki rogu, a więc narzędzia obrony, znacząco zwiększa śmiertelność młodych padających ofiarą lwów i krokut. Samce nosorożców używają rogów także w walkach między sobą.
W przeciwieństwie do taksonów azjatyckich w żuchwie nie ma ciosów.
Nosorożec biały posiada szerokie wargi przydatne w pasieniu się trawą, odróżniając się od nosorożca czarnego o chwytnej górnej barwie. Od tejże wargi pochodzi prawdopodobnie jego nazwa, jako że nie jest on barwy białej. Holenderskie wijd stanowiło odpowiednik angielskiego wide, szeroki, nie white, biały, i odnosiło się do szerokiej wargi właśnie.
Wzrok jest słaby i nosorożce słabą widzą na odległość. Mierzące się wzrokiem samce muszą zbliżyć się do siebie na kilka metrów, by się widzieć. Znacznie lepiej rozwinęły się słuch i węch tych ssaków, ten ostatni wykorzystywany do znakowania terytoriów odchodami i moczem.
Kończyny wydają się krótkie. Kończą się trzema palcami.

## Systematyka
Rodzaj zdefiniował w 1868 roku angielski zoolog John Edward Gray w artykule zatytułowanym Obserwacje zachowanych okazów i szkieletów nosorożców w zbiorach Muzeum Brytyjskiego i Royal College of Surgeons, w tym opisy trzech nowych gatunków, opublikowanym w czasopiśmie „Proceedings of the Zoological Society of London”. Gray wymienił dwa gatunki – Rhinoceros simus Burchell, 1817 i Rhinoceros oswellii J.E. Gray, 1854 (= Rhinoceros simus Burchell, 1817) – nie wskazując gatunku typowego; gatunkiem typowym jest (późniejsze oznaczenie) Rhinoceros simus Burchell, 1817 (nosorożec biały).

### Etymologia
- Ceratotherium: gr. κερας keras, κερατος keratos ‘róg’; θηριον thērion ‘dzike zwierzę’, od θηρ thēr, θηρος thēros ‘zwierzę’[9].
- Cyclochilus: gr. κυκλος kuklos ‘okrąg’; χειλος kheilos, χειλεος kheileos ‘warga, usta’[10]. Gatunek typowy (oznaczenie monotypowe): 	Rhinoceros simus Burchell, 1817.
- Serengeticeros: Serengeti, Tanzania/Kenia; gr. κερας keras, κερατος keratos ‘róg’[11]. Gatunek typowy (oryginalne oznaczenie): †Serengeticeros efficax Dietrich, 1941 (= †Rhinoceros mauritanicus A. Pomel, 1888).

### Podział systematyczny
Do rodzaju należy jeden występujący współcześnie gatunek:
- Ceratotherium simum (Burchell, 1817) – nosorożec biały

Opisano również gatunki wymarłe:
- Ceratotherium advenientis Pandolfi, Marra, Carone, Maiorino & Rook, 2021[14] (Europa; miocen).
- Ceratotherium douariensis (Guérin, 1966)[15] (Afryka; miocen–pliocen).
- Ceratotherium germanoafricanus (Hilzheimer, 1925)[16] (Afryka; plejstocen).
- Ceratotherium mauritanicus (Pomel, 1888)[17] (Afryka; plejstocen).

## Tryb życia

### Cykl życiowy
Nosorożcowate rozmnażają się powoli. Samice zaczynają miesiączkować i być zdolne do zapłodnienia już w wieku około 3,7 lat (nosorożec biały), co obserwowano w niewoli. Na wolności, gdzie warunki pokarmowe są znacznie gorsze, rzadko jednak dochodzi do takich sytuacji, a trzyletnie źrebię może jeszcze przebywać pod matczyną opieką. Przedłużanie gatunku zaczyna się raczej w wieku 6-7 lat. Jeszcze później do rozrodu przystępują samce, w wieku 13-15 lat. Osiągnięcie dojrzałości pod względem anatomicznym nie oznacza bowiem wcale, że samiec może spokojnie przystąpić do przekazywania swych genów następnemu pokoleniu. Nie chodzi tylko o rzadkie występowanie samic zdolnych do rozrodu, dojrzewających późno i odbywających długie przerwy pomiędzy kolejnymi ciążami. Na obszarami, gdzie zbiera się dużo płodnych samic, obecne mogą też być starsze, większe samce, blokujące swym młodszym konkurentom dostęp do samic.
Agresywne zachowania samców skutkować mogą zgonem samców i samic. Samica w rui może przemierzyć terytoria kilku samców, które interesują się jej stanem, sprawdzając jej mocz. Zaloty mogą trwać od 5 do 20 dni, przebiegają również bardzo agresywnie. U wszystkich nieparzystokopytnych zaloty mają w sobie dużo agresji, jednak u nosorożcowatych zjawisko to występuje intensywniej. Jego funkcja rodzi pytania. Samiec krzywdzący jedyną płodną samicę w pobliżu nie osiągnie bowiem dzięki temu większego sukcesu rozrodczego. Być może zachowania takie służą zmuszeniu do kopulacji samic niechętnych rozmnażaniu, na przykład wobec dostępności większych samcówc.
Ciąża trwa długo, 16 miesięcy. Nie występuje wyraźny okres narodzin, aczkolwiek występują dwa piki (marzec i lipiec). Pomiędzy kolejnymi porodami upływa 2-2,5 lat. Córka nosorożca białego może po kolejnym porodzie jej matki powtórnie do niej dołączyć. Natomiast samica rodzi pozostaje płodna długo. Jak tylko wstanie, noworodek poszukuje sutków matki, zazwyczaj już 2-3 godziny po porodzie. Przez pierwsze dni chwieje się na nogach. Młode szybko rośnie. Karmienie mlekiem trwa rok, niekiedy półtora, przy czym samce ssą dłużej od samic. Matka może zajmować się młodym kilka lat.

## Ekologia

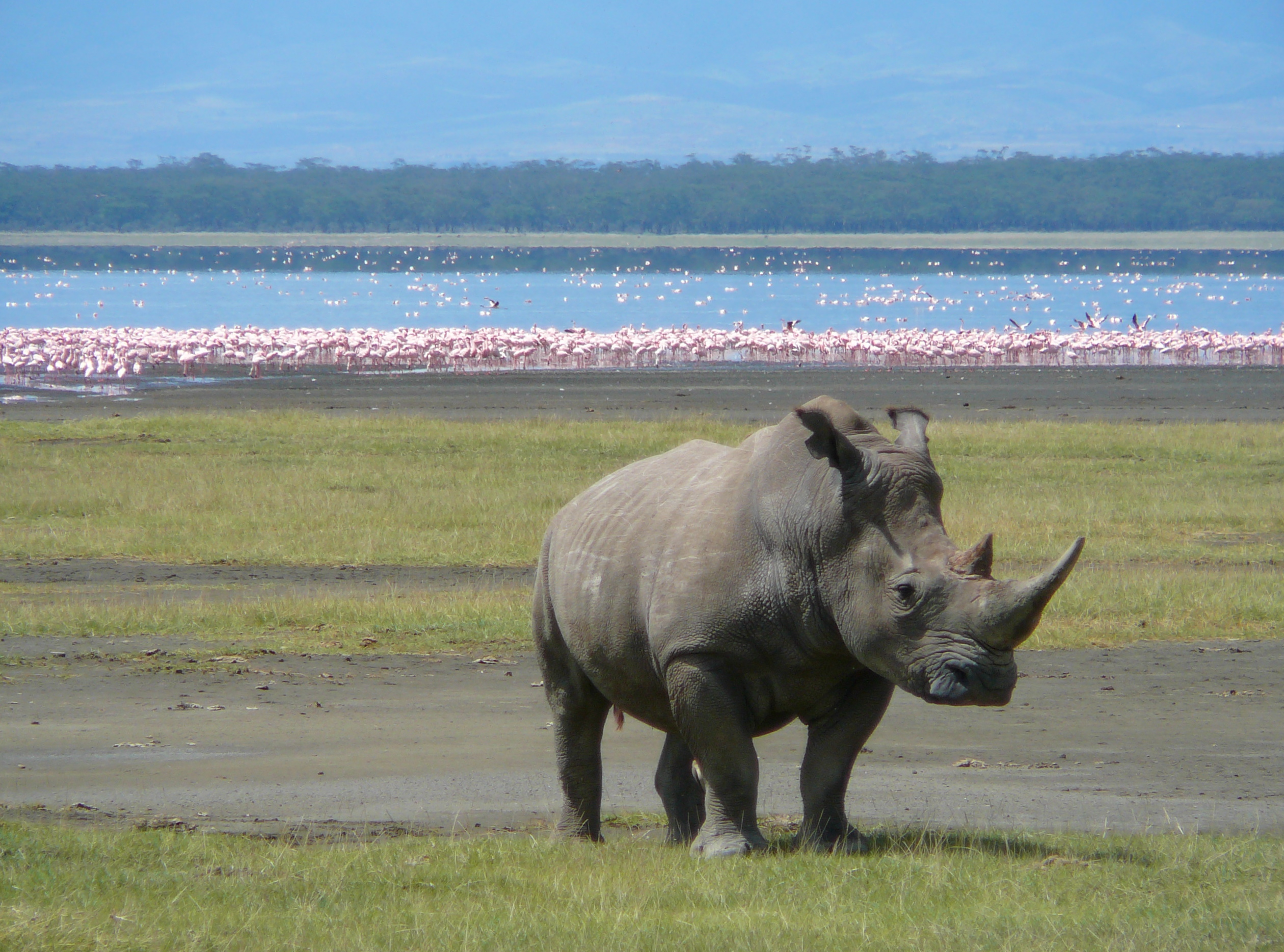
Nosorożec biały zamieszkuje tereny trawiaste

Jedyny współczesny przedstawiciel rodzaju, nosorożec biały, jest trawożercą. Zasiedla tereny trawiaste Afryki. Dzięki szerokim wargom i przystosowanym zębom potrafi nisko ścinać trawy, na wysokościach pozostawianych przez inne zwierzęta, jak bawół afrykański. Dzięki temu pobudza wzrost nowych traw, tworzy też strefy niskiej roślinności hamujące rozprzestrzenianie się pożarów. Preferencja w kierunku niskich traw może wiązać się z mniejszą ilością lignin, obficiej występujących w wyższych pędach. Do ulubionego pokarmu należą niskie Panicum coloratum, Urochloa mossabicensis, wyższe Panicum deustum i Panicum maximum rosnące pod drzewami, do których to w porze suchej dołącza Themeda triandra. Zwierzę unika natomiast lasów tropikalnych. Osobniki przenoszone na tereny górskie radziły sobie dobrze. Zwierzę potrafi nie pić kilka dni, aczkolwiek to nosorożec czarny zasiedla bardziej pustynne tereny.
Oba nosorożce afrykańskie słabo pływają. Nie potrafią przekroczyć większej rzeki i kiedy w wodzie stracą grunt pod nogami, mogą się utopić. Niekiedy rozgrzebują zagłębienia w ziemi, w których zmienia się woda, tworząc płytkie bajorka. w których potem zażywają kąpieli błotnych, nie korzystają jednak w ten sposób z głębszych zbiorników wodnych. Błoto pomaga pozbyć się pasożytów skórnych takich jak kleszcze, których pozostałości znajdywano w błocie opadłym z nosorożca. Zwierzęta niekiedy wychodzą ubłocone z bajorka, by potem ocierać się o drzewa, ścierając z siebie błoto wraz z ektopasożytami.